# Старобугадинское сельское поселение
Старобугадинское се́льское поселе́ние — муниципальное образование в Актанышском районе Татарстана Российской Федерации.
Административный центр — село Старые Бугады.

## История
Статус и границы сельского поселения установлены Законом Республики Татарстан от 31 января 2005 года № 13-ЗРТ «Об установлении границ территорий и статусе муниципального образования "Актанышский муниципальный район" и муниципальных образований в его составе».

## Население
| 2010 | 2011  | 2012  | 2013  | 2014 | 2015 | 2016 |
| ---- | ----- | ----- | ----- | ---- | ---- | ---- |
| 1080 | ↘1079 | ↘1045 | ↘1004 | ↘984 | ↘970 | ↘956 |
| 2017 | 2018  | 2019  | 2020  |      |      |      |
| ↘943 | ↘909  | ↘880  | ↘859  |      |      |      |

## Состав сельского поселения
| № | Населённый пункт    | Тип населённого пункта       | Население |
| - | ------------------- | ---------------------------- | --------- |
| 1 | Верхние Бугады      | деревня                      |           |
| 2 | Каенлык             | деревня                      |           |
| 3 | Новое Зияшево       | деревня                      |           |
| 4 | Старое Султангулово | село                         |           |
| 5 | Старые Бугады       | село, административный центр |           |